# Heresiarches eudoxius
Heresiarches eudoxius là một loài tò vò trong họ Ichneumonidae.